# Carol Dina
Carol Dina (* 25. Oktober 1937 in Bukarest; † 22. Februar 2012) war ein rumänischer Politiker und Funktionär der Rumänischen Kommunistischen Partei (PCR) und später der Partidul România Mare (PRM), der unter anderem von 1975 bis 1989 Mitglied der Großen Nationalversammlung sowie vor der Revolution 1989 zwischen November und Dezember 1989 Kandidat des Politischen Exekutivkomitees des Zentralkomitees (ZK) der PCR war. Nach der Herstellung der Demokratie war er von 2000 bis 2008 Mitglied des Senats.

## Leben
Carol Dina besuchte die Berufsschule der Fabrik „23. August“ in Bukarest und nahm nach deren Abschluss 1953 in dieser eine Tätigkeit als Maschinist auf. Er wurde 1957 Mitglied der Rumänischen Arbeiterpartei PMR (Partidul Muncitoresc Român), belegte in der Folgezeit Abendkurse am Gymnasium und arbeitete zwischen 1963 und 1969 als Konstruktionstechniker beim Hauptwerkzeugdienst in der Fabrik „23. August“. Während dieser Zeit begann er 1965 ein Studium an der Fakultät für Maschinenbautechnik des Polytechnischen Instituts Bukarest, welches er 1969 beendete. Daraufhin war er von 1969 bis 1978 zunächst stellvertretender Leiter und zuletzt Leiter der Werkzeugabteilung, ehe er schließlich zwischen 1978 und 1980 Direktor der Fabrik „23. August“ war. Er war zudem Absolvent der Abenduniversität für Marxismus-Leninismus sowie der Universität für Politik und Führung und fungierte zudem als Sekretär des Basisorganisationsbüros und Mitglied des Parteikomitees in verschiedenen Sektionen im Werk „23. August“. Nachdem er von 1972 bis Oktober 1974 stellvertretender Sekretär war, wurde er im Oktober 1974 Sekretär des Büros des Parteikomitees des Sektors 3 in Bukarest, der bevölkerungsreichste und am dichtesten besiedelte Sektor Bukarests.
1975 wurde Dina darüber hinaus Mitglied der Großen Nationalversammlung (Marea Adunare Națională) und vertrat dort die Bukarester Wahlkreise „Nr. 3 Republica“ (1975 bis 1980), den „Nr. 4 Industriilor“ (1980 bis 1985) sowie zuletzt „Nr. 6 ‚30 Decembrie‘“, wobei er vom 22. März 1975 bis zum 1. April 1980 Mitglied der Verteidigungskommission der Großen Nationalversammlung war. Darüber hinaus wurde er 1975 Mitglied des Nationrates der Sozialistischen Einheitsfront FUS (Frontul Unității Socialiste), die als das größte permanente, revolutionäre, demokratische und repräsentative Gremium definiert wurde, das den organisatorischen Rahmen für die Vereinigung der politischen und sozialen Kräfte der Sozialistischen Republik Rumänien, aller Massen- und öffentlichen Organisationen unter der Führung der PCR bildete, sowie am 11. September 1978 auch Mitglied des Rates für sozialistische Kultur und Bildung. Neben seiner Tätigkeit als Direktor der Fabrik „23. August“ war er von 1978 bis 1980 auch stellvertretender Generaldirektor des Industriezentrums für technologische Ausrüstung und rollendes Material sowie im Anschluss von 1980 bis März 1985 Direktor des Bukarester Unternehmens „Timpuri Noi“. Er war zu dieser Zeit vom 1. April 1980 bis zum 22. Dezember 1989 auch Mitglied der Validierungskommission der Großen Nationalversammlung. Auf dem Dreizehnten Parteitag der PCR (19. bis 22. November 1984) wurde er Kandidat des ZK der PCR und behielt diese Funktion bis zum 16. Dezember 1987, wobei er zwischen März und dem 12. April 1985 zunächst Berater des ZK und anschließend vom 12. April bis zum 16. Dezember 1985 Inspektor des Zentralkomitees der PCR im Rang eines Staatssekretärs war.
Daraufhin übernahm Carol Dina am 16. Dezember 1985 von Paraschiv Benescu die Funktionen als Erster Sekretär des Parteikomitees des Kreises Galați sowie als Vorsitzender des Exekutivkomitees des Volksrates dieses Kreises und behielt diese bis zum 22. Dezember 1989. Er wurde am 16. Dezember 1987 Mitglied des ZK der PCR und gehörte diesem Gremium bis zum 22. Dezember 1989 an. Darüber hinaus wurde er auf dem Vierzehnten und letzten Parteitag der PCR (20. bis 24. November 1989) Kandidat des Politischen Exekutivkomitees des ZK der PCR und behielt diese Funktion bis zum Zusammenbruch des Kommunismus im Zuge der Revolution am 22. Dezember 1989, in deren Folge er alle Ämter verlor. Für seine Verdienste in der Sozialistischen Republik Rumänien wurde er mehrfach ausgezeichnet und erhielt unter anderem den Orden der Arbeit Dritter Klasse (Ordinul Muncii) sowie den Stern der Sozialistischen Republik Rumänien Fünfter und Vierter Klasse (Ordinul Steaua Republicii Socialiste România).
Nach der Herstellung der Demokratie wurde Dina für die Großrumänien-Partei PRM (Partidul România Mare) am 11. Dezember 2000 Mitglied des Senats (Senatul României) und vertrat in diesem bis zum 14. Dezember 2008 den Wahlbezirk „Nr. 18 Galați“.

## Weblink
- A murit Carol Dina. Viața Liberă, 22. Februar 2012 (rumänisch).